# ジアウル・ラフマン
ジアウル・ラフマン(ベンガル語: জিয়াউর রহমান、1936年1月29日 - 1981年5月30日)は、主に東パキスタンと独立後のバングラデシュで活動した軍人、政治家。1977年から1981年まで大統領職を務めたほか、アワミ連盟に対抗してバングラデシュ民族主義党を結党した。書籍によってはジアウル・ラーマンとも表記される。

## 生涯

### 生い立ちから軍人就任まで
ジアウル・ラフマンは1936年1月29日、英領インドのベンガル州ボグラ地区ガブタリに生まれた。1946年、カルカッタの是非学校に入学した。1947年の独立の際に大移動が起こった時、パキスタンのシンド州にあるパキスタンの最初の首都であるカラチへ家族と一緒に移住した。
1953年、大学に入学し、同年には士官候補生としてカクルのパキスタン陸軍士官学校に入学した。1955年に陸軍士官学校を卒業し、クラスの上位10％でパキスタン陸軍の少尉として任命された。カラチで2年間在職している途中、1957年東ベンガル連隊に移動1959年〜1964年の間に軍事情報部の部門で働いた。1960年に当時15歳だったカレダ・ジアと婚約し、1965年カラチで結婚した。
1965年の第2次印パ戦争当時、300〜500人程度の部隊を指揮しており、1966年から、パキスタン軍士官学校の教官に任命された。しかし、東ベンガルで在職中の1970年11月に起こったボーラ・サイクロンの被害に対するパキスタン政府の杜撰な対応から、ヤヒヤー・ハーン大統領の独裁体制に対して徐々に反感を抱き始めていく。

### バングラデシュ解放軍時代
パキスタン政府は戒厳令を宣言し、1971年3月26日早朝に東パキスタン分離主義者の指導者シェイク・ムジブル・ラフマンを逮捕し、これを契機にバングラデシュ独立戦争が勃発。当時ベンガル議員に在職していたラフマンは放送局を介して、3月27日独立宣言を発表した。
そしてMAGオスマニ将軍の指揮の下チッタゴンと熱帯雨林地域の東パキスタン軍司令官に任命され、ゲリラ部隊を率いて、パキスタン軍に複数回の攻撃を敢行した。以降、インド軍が介入し、戦争は12月16日にパキスタン軍の降伏により終結した。
そして1972年3月17日、インドの支援の下、シェイク・ムジブル・ラフマンを大統領にした臨時政府と国会が設立され、ラフマンは、バングラデシュで二番目に高い軍事勲章を授与された。

### 1975年クーデターとその余波
シェイク・ムジブル・ラーマンを舵から外すという深い陰謀と動機は、バングラデシュ内の外部勢力と内部協力者による暗殺のずっと前からかなり進んでいた。1975年8月15日、シェイク・ムジブル・ラフマン大統領とその家族は、軍人との銃撃戦で暗殺された。ムジブル・ラーマンの閣僚の1人であり、主要な共謀者であるカンデカル・モシュタク・アーメッドが大統領に就任し、KMシャフィウラ少将を解任した後、陸軍参謀長に任命された。
しかし、8月15日のクーデターは、バングラデシュ軍隊の中で不安定と不安の期間を引き起こした。軍の規律は完全に崩壊し、ラフマンを排除するために別のクーデターを求めて移動したため、JSDとタハー中佐に支援された兵士を武装解除することは困難であった。ラフマンは、バングラデシュ軍で規律を回復するためには、反乱による混乱をしっかりと抑制しなければならないと考え、JSDとゴノバヒニを取り締まった。アブ・タヘル将軍は1976年7月に死刑判決を受け、他の政党の人物にはさまざまな懲役が科せられた。

この過程で、軍部内の核心勢力に浮上したラフマンは、11月19日に戒厳司令官となった。

### 大統領
1977年4月21日にアブ・サダト・ムハマド・サエム大統領の辞任に伴ってラフマンは7代大統領に就任し、初期には、クーデターを備え戒厳令を宣言し、メディアの検閲と、すべての政党の禁止、反体制派の逮捕を軍隊に命じた。
1977年9月下旬、ダッカ日航機ハイジャック事件が発生した際に反乱が起き、10月2日にはダッカでも第二の反乱が発生してラフマンの居所を攻撃したが、失敗し、しばらくダッカラジオ局を占領した。そして誘拐犯との交渉中シャージャラル国際空港では空軍将校が殺害され、これをきっかけに、ラフマン政権の無力さが大きく表れた。
これ以降、ラフマン政権は強硬な対策を取り、全国の泥棒、密輸などの組織を厳重処理、警察の確保政策などを行った。その結果、バングラデシュ警察の規模は2倍になり、軍の兵士の数は5万人から9万人に増加した。1978年、彼はフセイン・モハンマド・エルシャドを新しい陸軍幕僚長に任命し、中将に昇進させた。彼は（バングラデシュ独立戦争中の旧西パキスタンでの投獄のために）政治的野心のないプロの兵士と見なされ、インドのソフトコーナーを所有していた。静かにエルシャドは立ち上がり、彼の緊密な政治軍事カウンセラーになった。1981年、彼はムジブルの娘シェイク・ハシナをバングラデシュに連れ戻した。
外交では、アメリカ、西ヨーロッパ諸国などと密接な関係を維持した。また、他のイスラム教の諸国と関係改善に勤める一方、インドとは一定の距離を置いた。
そして、憲法にイスラム教徒の役割を大幅に増加させ、憲法を改正して、イスラムの国の役割を強調した。

### 暗殺

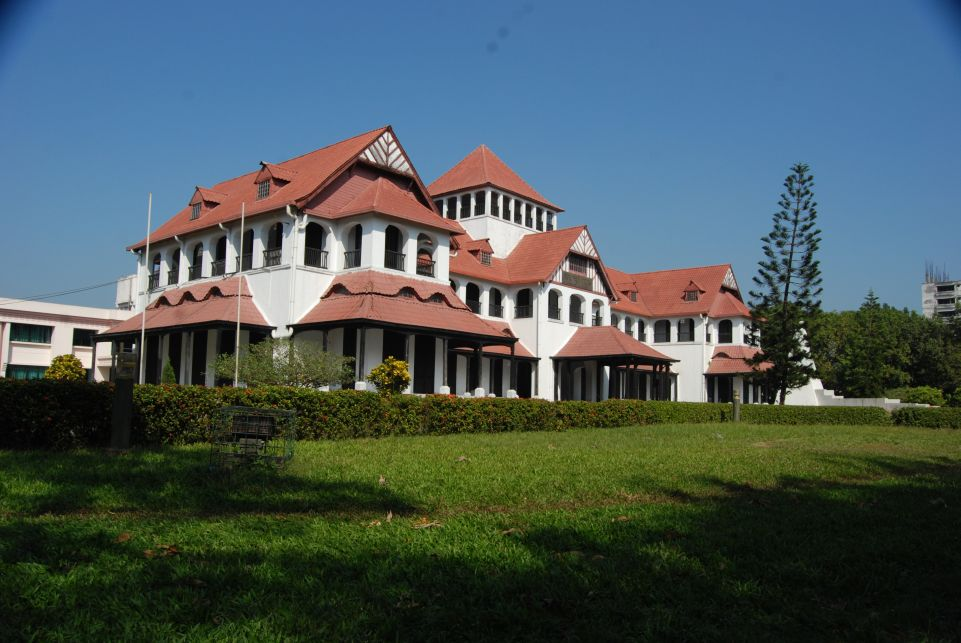
暗殺現場となったチッタゴンサーキットハウス

ラフマンは、国民から全体的な支持と信頼を得ていたが、野党と軍隊からは反対者に対する無慈悲な粛清と改革を批判されていた。そして、ラフマンはBNPとの間の政治的地域紛争の解決のためにチッタゴンでツアーを行っていた最中の1981年5月30日、チッタゴンサーキットハウスでボディーガード6人、側近2人と一緒に陸軍将校たちによって暗殺された。45歳没。
国会議事堂で行われた国葬には、200万人近くが参加したと推定されている。